# Бакнем, Ронни
Ронни Бакнем (англ. Ronnie Bucknum, 5 апреля 1936 года, Алхамбра, США — 14 апреля 1992 года, Сан-Луис-Обиспо, США) — американский автогонщик, участвовавший в чемпионате мира Формулы-1 в 1964-66 годах за рулем автомобилей Honda. Четырехкратный чемпион США в гонках спортивных автомобилей (1959, 1960, 1962 и 1964), в гонках «формул» особых результатов показать не смог. Из-за отсутствия опыта и ненадежности автомобиля за три года лишь раз финишировал в очковой зоне, на пятом месте.

## Биография

### Начало карьеры
Гоночную карьеру Ронни Бакнем начал в 1956 с гонок спортивных автомобилей. В данных соревнованиях он оказался одним из самых талантливых представителей Калифорнии — обладая зачастую недостаточно быстрой техникой, он оставлял позади обладателей существенно более совершенных автомобилей. За девять лет выступлений он четырежды — в 1959, 1960, 1962 и 1964 годах — становился чемпионом США в гонках спортивных автомобилей. В общей сложности он выиграл 44 из 48 гонок, в которых участвовал.

### Первые выступления за Хонду (1964)
Достаточно неожиданными в таких условиях оказались послеследующие события. В начале марта 1964 года с ним связался представитель японской компании Хонда, пригласивший его на тесты их нового автомобиля, подготовленного для дебюта в Формуле-1. Уже на месте выяснилось, что болид, предоставленный командой, оказался для Бакнема первым «формульным» автомобилем. Как он вспоминал впоследствии,

Эти несколько кругов оказались самыми страшными в моей жизни, и лично мне кажется, что справился я весьма средне.
Оригинальный текст (англ.)It was the most frightening experience I've ever had, and personally I thought I was pretty bad.

Руководство Хонды, впрочем, результатами вполне удовлетворилось, поэтому контракт был подписан. Причиной такого странного выбора японского автопроизводителя, вероятно, было желание избежать репутационных потерь. Будучи совершенно неизвестным в мире «формул», Бакнем мог тестировать машину и участвовать в гонках, не привлекая нежелательного внимания. В случае же неудачи в соревнованиях таковую можно было бы легко списать на неопытность пилота, а то и вовсе свернуть деятельность, не оставив нежелательных следов. Кроме того, Ронни оказался весьма общительным человеком и зачастую брал на себя обязанность общения с прессой — что было весьма полезно в условиях, когда мало кто в команде вообще владел английским языком.
После ряда финальных тестов машины дебют Ронни состоялся на Гран-при Германии, одной из самых сложных трасс чемпионата. Этот выбор тоже лишь на первый взгляд оказался странным — извилистый Нюрбургринг с его перепадом высот был весьма похож на многие из местных японских трасс, где тестировался автомобиль.
В квалификации Ронни в определенной мере повезло. На старт допускались лишь 22 из 24 заявленных на гонку машин, так что для попадания на старт ему требовалось обойти по скорости хотя бы двоих из соперников. И если ветерана Андре Пилетта на маломощном Scirocco опередить удалось без проблем — тот показал проиграл лидеру аж две минуты, то всем остальным Бакнем проигрывал около двадцати секунд. Помогло чужое несчастье — на одной из тренировок насмерть разбился голландский гонщик Карел-Годен де Бофор, так что место на старте освободилось автоматически. В гонке же Ронни вполне успешно держался в хвосте пелотона, поначалу не отставая, а затем и вовсе добравшись до 11-го места. За несколько кругов до финиша случилась поломка рулевого управления и он вылетел, но из-за большой длины трассы все же был классифицирован 13-м.
Пропустив следующую гонку, на этапе в Монце Ронни смог показать существенно лучшие результаты — квалифицировавшись на прекрасном десятом месте, в гонке несмотря на множество проблем с тормозами и маслосистемой он поднялся аж до пятого места, но затем сошёл из-за перегрева двигателя. Дома, в США, финишировать также не удалось — стартовав из середины пелотона, в гонке он вновь сошёл из-за отказа мотора.

### В паре с Гинтером (1965)
На следующий сезон японцы решили пригласить другого гонщика, более опытного и существенно более быстрого — Ричи Гинтера. Кроме того, на последовавшей в межсезонье 1964-65 годов серии тестов в Сузуке Ронни крупно не повезло — отказало рулевое управление, он вылетел и сломал ногу. Необходимость восстанавливаться перед сезоном, а также несравнимый уровень гоночного мастерства немедленно поставил его на вторые роли после Гинтера. В течение сезона ему удалось восстановиться, квалификационные результаты становились все лучше, но соответствовать уровню Ричи ему так и не удалось. В Монце он стартовал с высокого шестого места, а на последнем этапе в Мексике он впервые заработал очки — но это достижение совершенно померкло на фоне Гинтера, который эту гонку выиграл, принеся Хонде первую в истории победу. Стало ясно, что услуги Ронни больше не нужны японцам, и на 1966 год контракт решили не продлевать — хотя в конце сезона он все же провел за них две гонки на родном континенте.

### После Формулы-1
Закончившись в Формуле-1, в остальных соревнованиях карьера Бакнема только начиналась. Самим фактом выступлений за Хонду он привлек к достаточно внимания, Для начала, он по приглашению заводской команды Ford выступил в Ле-Мане, с ходу завоевав третье место в паре с Хатчерсоном. В Формуле-1 тем временем японцы мучались с доработкой автомобиля — изменились технические требования, и двигатель пришлось перепроектировать заново. В результате даже такой специалист как Гинтер смог финишировать в очках лишь раз, на последнем этапе.
В 1967 Ронни продолжил выступления в чемпионате спортивных автомобилей, а ещё через год присовокупил к своим интересам чемпионаты Can-Am и USAC, причем в последнем он смог добиться выдающегося достижения, выиграв уже вторую «овальную» гонку в карьере — Michigan 500. Позже того же достижения удалось достичь лишь таким талантливым пилотам, как Найджел Мэнселл и Хуан-Пабло Монтойя. Всего же за четыре года в USAC он принял участие в 23 гонках, в том числе трижды — в Инди-500 (1968—1970). Пытался он сделать это и в 1966-67 годах, но не смог квалифицироваться.
В начале 70-х годов он продолжил гонки в спорткарах и серии Trans-Am за команду Роджера Пенске, а также выступал в гонках на выносливость вместе с Сэмом Поузи. К этому времени Ронни даже выглядел по-другому — вместо военной стрижки он стал носить длинные волосы и бороду!
Умер Ронни в относительно молодом возрасте, в 57 лет от последствий диабета. Его сын, Джефф Бакнем сам стал гонщиком, выступающим в спорткарах, классе GT, а с 2005 года — и в IRL.

## Результаты выступлений в Формуле-1
| Сезон | Команда      | Шасси       | Двигатель            | Ш | 1   | 2        | 3        | 4        | 5   | 6      | 7   | 8        | 9        | 10    | Место | Очки |
| ----- | ------------ | ----------- | -------------------- | - | --- | -------- | -------- | -------- | --- | ------ | --- | -------- | -------- | ----- | ----- | ---- |
| 1964  | Honda R&D Co | Honda RA271 | Honda RA271E 1,5 V12 | D | МОН | НИД      | БЕЛ      | ФРА      | ВЕЛ | ГЕР 13 | АВТ | ИТА Сход | США Сход | МЕК   | —     | 0    |
| 1965  | Honda R&D Co | Honda RA272 | Honda RA272E 1,5 V12 | G | ЮАР | МОН Сход | БЕЛ Сход | ФРА Сход | ВЕЛ | НИД    | ГЕР | ИТА Сход | США 13   | МЕК 5 | 15    | 2    |
| 1966  | Honda R&D Co | Honda RA273 | Honda RA273E 3,0 V12 | G | МОН | БЕЛ      | ФРА      | ВЕЛ      | НИД | ГЕР    | ИТА | США Сход | МЕК 8    |       | —     | 0    |